# Shōki Hirai
Shōki Hirai (平井 将生?, Hirai Shōki; Tokushima, 4 dicembre 1987) è un ex calciatore giapponese, di ruolo attaccante.

## Palmarès

### Competizioni nazionali
- Supercoppa del Giappone: 1

Gamba Osaka: 2007
- Coppa dell'Imperatore: 1

Gamba Osaka: 2008

### Competizioni internazionali
- AFC Champions League: 1

Gamba Osaka: 2008